# Зейдзейде (Гуре-Оверфлакке)
Зейдзейде (нід. Zuidzijde) — селище в нідерландській провінції Південна Голландія. Входить до муніципалітету Гуре-Оверфлакке. Наразі у селищі нараховується близько 70 будинків.